# Fannia snyderi
Fannia snyderi is een vliegensoort uit de familie van de Fanniidae. De wetenschappelijke naam van de soort is voor het eerst geldig gepubliceerd in 1954 door Seago.